# Mauritius op de Olympische Zomerspelen 1996
Mauritius nam deel aan de Olympische Zomerspelen 1996 in Atlanta, Verenigde Staten.

## Deelnemers en resultaten
(m) = mannen, (v) = vrouwen

### Atletiek
| Olympiër                                                          | Onderdeel               | Resultaat | Prestatie                                 |
| ----------------------------------------------------------------- | ----------------------- | --------- | ----------------------------------------- |
| Barnabé Jolicoeur                                                 | 100m (m)                | 64e       | serie 1: 8ste in 10,95                    |
| Judex Lefou                                                       | 110m horden (m)         | 60e       | serie 1: 8ste in 14,69                    |
| Gilbert Hashan                                                    | 400m horden (m)         | 31e       | serie 1: 7de in 49,94                     |
| Arnaud Casquette Dominique Méyépa Bruno Potanah Barnabé Joliceour | 4x100m (m)              | 28e       | serie 1: 7de in 40,92                     |
| Gilbert Hashan Désiré Pierre-Louis Rudy Tirvengadum Eric Milazar  | 4x400m (m)              | 22e       | serie 4: 4de in 3.08,17                   |
| Ajay Chuttoo                                                      | marathon (m)            | 103e      | 2:42.07                                   |
| Khemraj Naïko                                                     | hoogspringen (m)        | 103e      | kwalificatie groep B: 13de met 2,20m      |
| Kersley Gardenne                                                  | polstokhoogspringen (m) | DNF       | kwalificatie groep A: geen geldige poging |

### Badminton
| Olympiër                                   | Onderdeel      | Resultaat | Prestatie                                                  |
| ------------------------------------------ | -------------- | --------- | ---------------------------------------------------------- |
| Stephan Beeharry                           | enkelspel (m)  | 33e       | 1ste ronde: V van JPN Machida: 0-2 (11-15, 5-15)           |
| Édouard Clarisse                           | enkelspel (m)  | 33e       | 1ste ronde: V van TPE Liu: 0-2 (10-15, 2-15)               |
| Stephan Beeharry Édouard Clarisse          | dubbelspel (m) | 17e       | 1ste ronde: V van AUS Blackburn/Staight: 0-2 (3-15, 8-15)  |
|                                            |                |           |                                                            |
| Martine de Souza                           | enkelspel (v)  | 33e       | 1ste ronde: V van SUI Wibowo: 1-2 (7-11, 11-7, 3-11)       |
| Marie-Josephe Jean-Pierre                  | enkelspel (v)  | 33e       | 1ste ronde: V van JPN Mizui: 0-2 (2-11, 1-11)              |
| Martine de Souza Marie-Josephe Jean-Pierre | dubbelspel (v) | 17e       | 1ste ronde: V van GER Schmidt/Ubben: 0-2 (1-15, 2-15)      |
|                                            |                |           |                                                            |
| Martine de Souza Stephan Beeharry          | dubbelspel (g) | 17e       | 1ste ronde: V van DEN Kirkegaard/Eriksen: 0-2 (6-15, 8-15) |
| Marie-Josephe Jean-Pierre Édouard Clarisse | dubbelspel (g) | 17e       | 1ste ronde: V van SWE Crabo/Antonsson: 0-2 (4-15, 12-15)   |

### Boksen
| Olympiër      | Onderdeel | Resultaat | Prestatie                                                          |
| ------------- | --------- | --------- | ------------------------------------------------------------------ |
| Richard Sunee | -51kg (m) | 17e       | 1ste ronde: V van RUS Pakeyev: 1-8                                 |
| Steve Nariana | -54kg (m) | 17e       | 1ste ronde: V van DOM Nolasco: 14-18                               |
| Josian Lebon  | -57kg (m) | 9e        | 1ste ronde: W van TUR Yağlı: 9-8 2de ronde: V van ARG Chacón: 9-14 |

### Gewichtheffen
| Olympiër                 | Onderdeel  | Resultaat | Prestatie                                                         |
| ------------------------ | ---------- | --------- | ----------------------------------------------------------------- |
| Gino Soupprayen Padiatty | -54kg (m)  | 21e       | trekken: 21ste met 95kg stoten: 21ste met 105kg totaal: 200kg     |
| Shirish Rummun           | -108kg (m) | 18e       | trekken: 20ste met 132,5kg stoten: 18de met 155kg totaal: 287,5kg |

### Judo
| Olympiër         | Onderdeel | Resultaat | Prestatie |
| ---------------- | --------- | --------- | --- |
| Antonio Felicité | -95kg (m) | 9e        | 1ste ronde: W van URU Bouza 2de ronde: W van CAN Morgan kwartfinale: V van BRA Miguel herkansingen: V van ARG Bender |
|                  |           |           | |
| Priscilla Cherry | -66kg (v) | 14e       | 1ste ronde: vrij 2de ronde: V van DOM Piña                                                                           |
| Priscilla Cherry | -72kg (v) | 13e       | 1ste ronde: V van UKR Beliaieva herkansingen: V van ROU Richter                                                      |

### Zwemmen
| Olympiër          | Onderdeel           | Resultaat | Prestatie               |
| ----------------- | ------------------- | --------- | ----------------------- |
| Bernard Desmarais | 100m schoolslag (m) | 43e       | serie 1: 3de in 1.09,05 |
|                   |                     |           |                         |
| Ingrid Louis      | 50m vrije slag (v)  | 53e       | serie 1: 6de in 29,56   |

Afghanistan · Albanië · Algerije · Amerikaanse Maagdeneilanden · Amerikaans-Samoa · Andorra · Angola · Antigua‑Barbuda · Argentinië · Armenië · Aruba · Australië · Azerbeidzjan · Bahama's · Bahrein · Bangladesh · Barbados · België · Belize · Benin · Bermuda · Bhutan · Bolivia · Bosnië en Herzegovina · Botswana · Brazilië · Britse Maagdeneilanden · Brunei · Bulgarije · Burkina Faso · Burundi · Cambodja · Canada · Centraal-Afrikaanse Republiek · Chili · China · Chinees Taipei · Colombia · Comoren · Congo-Brazzaville · Cookeilanden · Costa Rica · Cuba · Cyprus · Denemarken · Djibouti · Dominica · Dominicaanse Republiek · Duitsland · Ecuador · Egypte · El Salvador · Equatoriaal-Guinea · Estland · Ethiopië · Fiji · Filipijnen · Finland · Frankrijk · Gabon · Gambia · Georgië · Ghana · Grenada · Griekenland · Groot-Brittannië · Guam · Guatemala · Guinee · Guinee-Bissau · Guyana · Haïti · Honduras · Hongarije · Hongkong · Ierland · IJsland · India · Indonesië · Irak · Iran · Israël · Italië · Ivoorkust · Jamaica · Japan · Jemen · Joegoslavië · Jordanië · Kaaimaneilanden · Kaapverdië · Kameroen · Kazachstan · Kenia · Kirgizië · Koeweit · Kroatië · Laos · Lesotho · Letland · Libanon · Liberia · Libië · Liechtenstein · Litouwen · Luxemburg ·  Macedonië · Madagaskar · Malawi · Malediven · Maleisië · Mali · Malta · Marokko · Mauritanië · Mauritius · Mexico · Moldavië · Monaco · Mongolië · Mozambique · Myanmar · Namibië · Nauru · Nederland · Nederlandse Antillen · Nepal · Nicaragua · Nieuw-Zeeland · Niger · Nigeria · Noord-Korea · Noorwegen · Oeganda · Oekraïne · Oezbekistan · Oman · Oostenrijk · Pakistan · Palestina · Panama · Papoea-Nieuw-Guinea · Paraguay · Peru · Polen · Portugal · Puerto Rico · Qatar · Roemenië · Rusland · Rwanda · Saint Kitts en Nevis · Saint Lucia · Saint Vincent en Grenadines · Salomonseilanden · Samoa · San Marino · Sao Tomé en Principe · Saoedi-Arabië · Senegal · Seychellen · Sierra Leone · Singapore · Slovenië · Slowakije · Soedan · Somalië · Spanje · Sri Lanka · Suriname · Swaziland · Syrië · Tadzjikistan · Tanzania · Thailand · Togo · Tonga · Trinidad en Tobago · Tsjaad · Tsjechië · Tunesië · Turkije · Turkmenistan · Uruguay · Vanuatu · Venezuela · Verenigde Arabische Emiraten · Verenigde Staten · Vietnam · Wit-Rusland · Zaïre · Zambia · Zimbabwe · Zuid-Afrika · Zuid-Korea · Zweden · Zwitserland